# 거용관

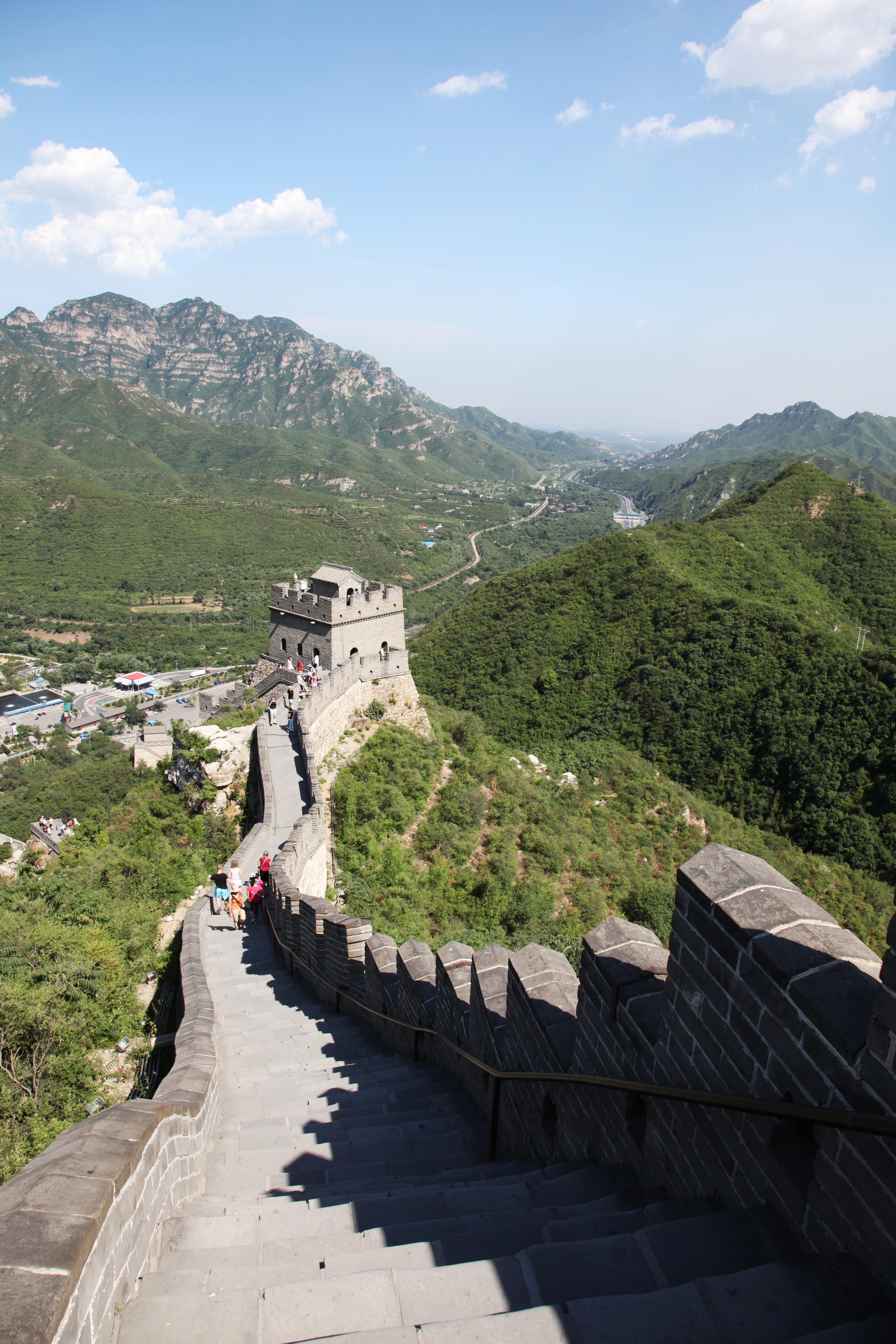
거용관

거용관(중국어 간체자: 居庸关, 정체자: 居庸關, 병음: Jūyōngguān)은 중화인민공화국 베이징 시 창평구에 위치하는 만리장성에 설치된 관문이자 요새이다. 천하제일웅관이라고도 불리며 난공불락의 아홉 요새로 꼽혔다. 중국어의 뜻으로 거용관의 용이란 뜻은 '평범하다'라는 의미로, 평범한사람이 '거'하더라도 능히 '관'의 역할을 할 수 있을만큼 완벽한 요새라는 뜻으로 이름이 붙여졌다. 현재는 사적으로서 정비되어 관광객에게 개방되고 있다.

## 지리
베이징 시에서 북서쪽로 약 50km 떨어진 곳에 있는 북경을 대표하는 관광지인 팔달령 장성으로 향하는 도중의 협곡에 위치한다.
명대 이전 베이징의 최종 방위선이었기 때문에, 이 부근의 장성은 몇 겹의 복잡한 축조가 이루어져 있고 거용관은 가장 안쪽에 위치한다.

## 역사
춘추전국시대, 연나라 때는 거용새라고 칭하는 요새를 건축한 것이 그 시작이다. 동시대 사료인 《여씨춘추》에는 〈천하구새(天下九塞), 거용이 그 중 하나(庸其一)〉라고 기술되어 있다.

## 같이 보기
- 토목보
- 거용관 운대